# 北海道ATV協会
北海道ATV協会（ほっかいどうATVきょうかい、HOKKAIDO ATV ASSOCIATION）は、全地形対応車に関する様々な業務を取り扱う公益法人である。北海道千歳市に本部を置いている。
主な事業として、北海道で行われるATV、バギー、軽トラックの様々なレースの公認を行っている。

## 会員
ATVレーサーライセンス・審判員資格は会員以外取得出来ない。

## イベント
- 雪中ATV耐久レース
- YAMAHA Y・Y CUP
- HOP CUP ALL STAR MOTORCROSS
- 十勝初雪エンデューロ
- 全日本軽トラックレース

## 大会
- 北海道ATVチャンピオンシップレース

## 公認競技場
- 石狩市生振特設コース（石狩市）
- 北海道オフロードパーク（千歳市）
- 陸別サーキット（足寄郡陸別町）
- 浜厚真オフロードパーク（勇払郡厚真町）
- 浜厚真特設サンドコース（勇払郡厚真町）

## 関連団体
- 日本ATV協会
- グアムATV協会